# Рохас, Юлимар
Юлимар Дель Валье Рохас Родригес (исп. Yulimar Del Valle Rojas Rodríguez; род. 21 октября 1995, Каракас[…]) — венесуэльская легкоатлетка, специализируется в тройном прыжке, рекордсменка мира. Также имеет успехи международного уровня в прыжке в высоту и прыжке в длину. Серебряный призёр Олимпийских игр 2016 года в тройном прыжке с результатом 14,98 м. Эта медаль стала первой для Венесуэлы в женской лёгкой атлетике на Олимпийских играх. Олимпийская чемпионка Токио 2020 в тройном прыжке. Обновила олимпийский рекорд в первой попытке и мировой рекорд в последней, державшийся с 10 августа 1995 года. 4-кратная чемпионка мира на открытом воздухе (2017, 2019, 2022 и 2023) и трёхкратная чемпионка мира в помещении (2016, 2018 и 2022) в тройном прыжке, чемпионка Южной Америки 2015 года в тройном прыжке. Победительница Южноамериканских игр 2014 года в прыжках в высоту.

## Биография и карьера
В настоящее время живёт в Мадриде, где тренируется под руководством бывшего прыгуна в длину Ивана Педросо. Её младшая сестра Йерильда Сапата также легкоатлетка, метательница диска.
Юлимар Рохас — обладательница рекорда Венесуэлы в тройном прыжке — 15,67 м и бывшая рекордсменка в прыжке в длину — 6,57 м. В 2017 году Йоханми Луке отобрала у Рохас рекорд страны в прыжке в длину, превзойдя прежнее достижение на 1 см. В прыжке в высоту личный рекорд Рохас (187 см) всего 3 см уступает рекорду страны, установленному в 2008 году Марирлис Рохас.
На чемпионате мира 2023 года, который состоялся в Будапеште, Юлимар установила уникальное достижение — четыре раза подряд становившись чемпионкой мира в тройном прыжке. На сей раз она одержала победу прыгнув на 15,08 метра. 
Рохас — открытая лесбиянка, активистка ЛГБТ+.